# Villa Altieri
Pour les articles homonymes, voir Altieri.
La Villa Altieri est une ancienne résidence noble de Rome située dans le quartier de l'Esquilin et utilisée comme siège d'un petit musée et de la bibliothèque et des archives historiques de la ville métropolitaine de Rome Capitale.

## Histoire

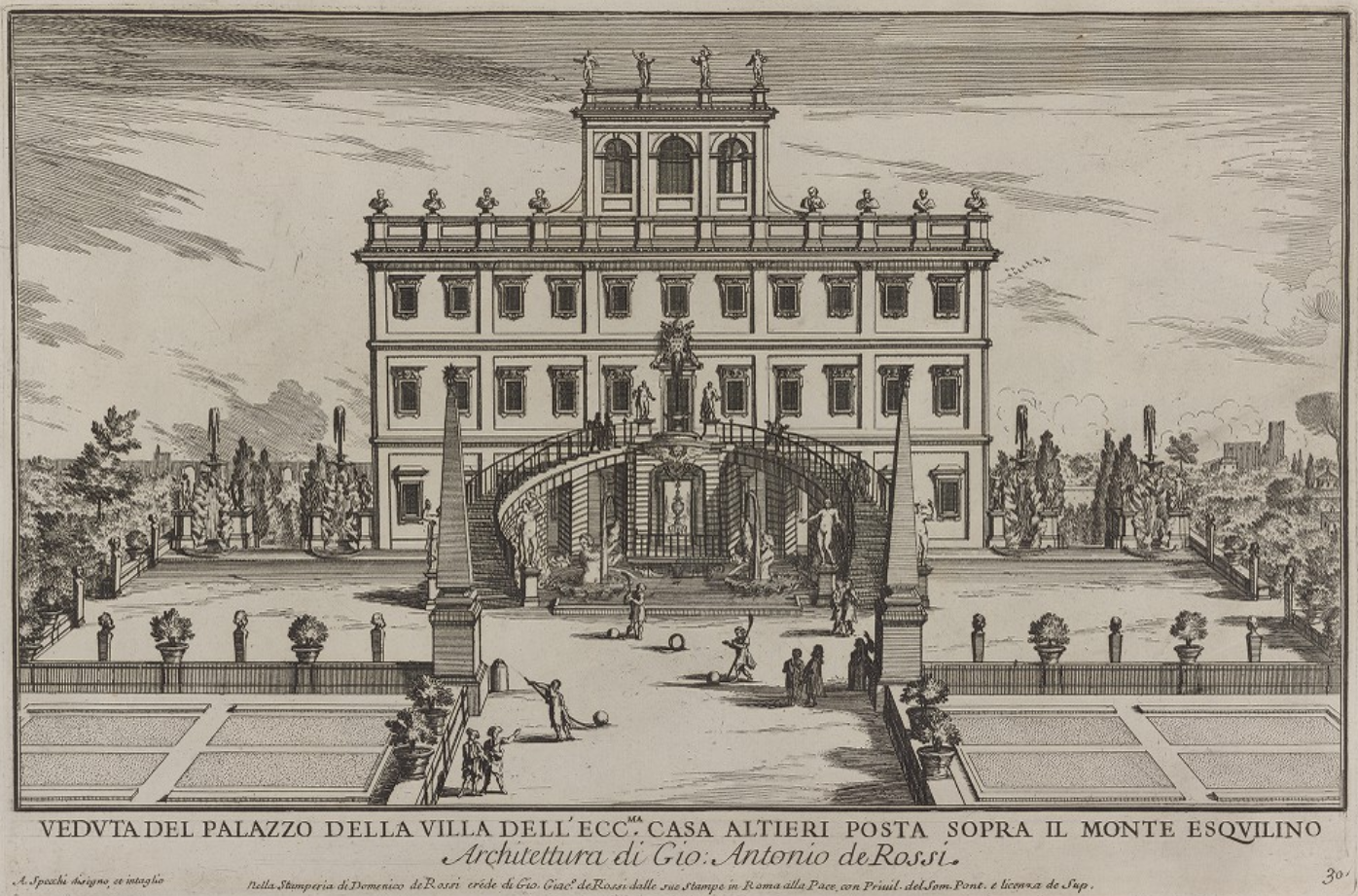
Villa Altieri dans une gravure de 1699 d'Alessandro Specchi.

La villa a été commandée dans les années 1670 par Paluzzo Paluzzi Altieri Degli Albertoni, cardinal-neveu du pape Clément X, à l'architecte de confiance de la famille Altieri, Giovanni Antonio de Rossi, avec la conversion d'une ancienne ferme rustique sur la colline de l'Esquilin en une résidence suburbaine.
La villa fut vendue en 1857 et vers 1862 elle fut achetée par le cardinal Francesco Saverio de Mérode ;  après la prise de Rome, le complexe fut loué à l'État italien, qui y établit un établissement pénitentiaire féminin jusqu'en 1897, puis aux Sœurs Dorothéennes, qui y établirent un collège féminin actif jusqu'en 1933, et aux Filles de Notre-Dame du Mont Calvaire. Au XXe siècle, la villa devint le siège d'institutions éducatives, activité qui continua même après l'achat de la propriété par la Province de Rome en 1975.
Entre 2009 et 2010, la province a réalisé un projet de restauration pour créer le Palais de la Culture et de la Mémoire Historique.